# Семёнова, Ксения Александровна
Ксе́ния Алекса́ндровна Семёнова (10 августа 1919, Уфа — 6 октября 2017, Москва) — советский и российский врач-невролог, доктор медицинских наук (1964), профессор, заслуженный деятель науки РСФСР. Благодаря её усилиям Министерством здравоохранения СССР созданы центры и отделения в большинстве республик Советского Союза, по всей стране приняты новые методы восстановительного лечения больных детским церебральным параличом и другими паралитическими заболеваниями.

## Биография
Родилась 10 августа 1919 года в Уфе. С 1924 года вместе с родителями жила в Ленинграде.
Окончила 1-й Ленинградский медицинский институт им. академика И. П. Павлова (1946).
1942 — арестована как дочь врага народа, сослана на Север (мать арестована в 1940 г., осуждена на 7 лет по ст. 58).
1942 — в связи нехваткой медицинского персонала Ксения Александровна мобилизована на фронт, где служила до окончания Великой Отечественной войны (1941—1945) сначала ординатором, затем начальником отделения для раненых с черепно-мозговыми травмами в эвакогоспиталях 1-го Украинского и 3-го Украинского фронтов.
Скончалась 6 октября 2017 года .

## Трудовая деятельность
1954 — ассистент кафедры неврологии Симферопольского медицинского института;
1958 — старший научный сотрудник НИИ судебной психиатрии им. Сербского,
1969 — с помощью Главного управления лечебного профилактория помощи матерям и детям открыла первое в стране отделение при НИИ судебной психиатрии им. Сербского для больных, страдающих детским церебральным параличом;
1974 — Госплан СССР выделил средства на проектирование и строительство больницы для детей, страдающих церебральным параличом;
1992 — отделение для больных, страдающих детским церебральным параличом, при НИИ судебной психиатрии им. Сербского переведено в НИИ педиатрии Российской Академии медицинских наук.
с 1983 — профессор детской психоневрологической больницы № 18 (в настоящее время научно-практический центр детской психоневрологии).
В центре получают реабилитационную помощь, консервативное и оперативное лечение дети в возрасте от 7 дней до 18 лет с церебральным параличом, последствиями травм позвоночника и спинного мозга, а также с другими психоневрологическими заболеваниями. Открыто единственное в России детское нейрохирургическое отделение, где лечатся пациенты с последствиями травм позвоночника и спинного мозга.
С 2008 г. — главный редактор журнала «Жизнь с ДЦП. Проблемы и решения»
В 2010 г. — создала Центр реабилитации детей с ДЦП на территории Марфо-Мариинской обители, где до конца жизни еженедельно консультировала больных детей.

## Научная деятельность
Автор 8 патентов на изобретения, автор 12 монографий, нескольких сотен научных статей, изданных в специализированных сборниках на русском и иностранных языках, автор уникальной книги «Восстановительное лечение детей с перинатальным поражением нервной системы и с детским церебральным параличом» (М., Закон и порядок, 2007).
Профессор института педиатрии Российской Академии медицинских наук К. А. Семёнова в течение многих лет глубоко изучала этиопатогенетическую сущность и патогенез детского церебрального паралича, обосновывает методы эффективного лечения
больных детей.
Профессор К. А. Семёнова вывела классификацию форм ДЦП с учетом развития не только двигательной, но и интеллектуальной, психоречевой и эмоциональной сфер: 1) двойная спастическая гемиплегия (выражены все тонические рефлексы с ригидностью мышц);
2) спастическая диплегия; 3) гемипарез; 4) гиперкинетическая форма с подформами: а) двойной атетоз, б) атетозный баллизм, в) хориоатетозная форма, г) хореический гиперкинез; 5) атонически-астатическая форма.
Многолетние исследования К. А. Семёновой свидетельствуют о том, что восстановительное лечение может быть эффективно только в условиях раннего начала (в возрасте 4-9 месяцев), иногда с последующим систематическим лечением в течение нескольких лет.
Клинические наблюдения автора с изучением соматосенсорных потенциалов, данных электроэнцефалографии, электронейромиографии, иммунологических и биохимических показателей свидетельствуют о ведущей патогенетической роли при этом
заболевании сложных многоуровневых нарушений функциональной системы антигравитации (ФСА) и прежде всего — вестибулярной системы. Это дало К. А. Семёновой основание предложить использовать комбинезон «Пингвин», применяемый космонавтами
в условиях невесомости, для восстановительного лечения больных детским церебральным параличом. Это лечение, как показали многочисленные исследования, оказалось эффективным для детей и подростков.
Для воздействия на отолитовую подсистему вестибулярной системы была разработана специальная методика, получившая название «пассивная вестибулярная тренировка» (К. А. Семёнова, В. И. Доценко, 1987, 1988 и др.).

Для ослабления влияния на моторику нередуцированных тонических рефлексов, основного источника патологических синергий, был сконструирован лечебный костюм ЛК «Адели» с вмонтированным в него специальным реклинатором (Семёнова К. А., 1999, 2007). Под действием реклинатора ослабевало напряжение больших грудных мышц, являющихся триггером для формирования тонических рефлексов, наиболее интенсивно воздействующих на мышцы тазового пояса. 

Дальнейшее усовершенствование конструкции лечебного костюма совместно с коллективом специалистов научно-производственного центра (НПЦ) «Огонек» привело к созданию оптимального варианта рефлекторно-нагрузочного устройства, включающего в себя ещё более удачный реклинатор, названного ЛК «Гравистат», который в настоящее время является наиболее эффективным и применяется в России в стационарных и поликлинических условиях уже в течение 14 лет в 500 лечебных учреждениях, а также за рубежом.

Метод восстановления движений, основанный на возможности коррекции нарушенной деятельности ряда мозговых структур путём рефлекторного воздействия на эти структуры, был назван «динамическая проприоцептивная коррекция» (ДПК).

Данный метод приводит к определённой нормализации или тенденции к нормализации ряда структур головного и спинного мозга, с чем и связаны положительные клинические сдвиги в неврологическом и ортопедическом статусе ребёнка и улучшение его нейрофизиологических показателей.
Для каждого больного разрабатывается определённый план лечения, подбирается индивидуальный комбинезон и назначается свой комплекс упражнений. Лечебный процесс проводится под контролем имеющего специальную подготовку врача-невропатолога, с учётом особенностей организма больного и его заболевания. При необходимости занятия лечебной физкультурой в комбинезоне могут совмещаться с другими лечебными методами.
Применение этого метода, включающего в себя помимо использования ЛК, определённые виды массажа и приёмов лечебной физкультуры, требует знания врачом сущностных механизмов заболевания и, соответственно, методик их коррекции. В настоящее время такие лечебные устройства уже получили широкое распространение в нашей стране и за рубежом (Польша, Югославия, Америка, Израиль и др.). В России ими пользуются в 132 лечебных учреждениях Министерства здравоохранения и в 86 учреждениях Министерства труда и социального развития РФ.
Является автором (соавтором) научных работ, в том числе:
- Детские церебральные параличи (1968)
- Клиника и реабилитационная терапия детских церебральных параличей (1972, соавтор)
- Лечение двигательных расстройств при детских церебральных параличах (1976)
- Медицинская реабилитация и социальная адаптация больных ДЦП (1979, соавтор)
- Восстановительное лечение детей, больных церебральными параличами, в условиях санатория (1984, соавтор)
- Иммунобиологические основы патогенеза нервных и психических заболеваний (1984, соавтор)
- Неврология детского возраста. Анатомия и физиология нервной системы. Методы исследования. Клиническая синдромология (1985, соавтор)
- Патогенетическая восстановительная терапия больных детским церебральным параличом (1986, соавтор)
- Хирургическая коррекция позы и ходьбы при детском церебральном параличе (1986, соавтор)
- Использование искусственной локальной гипотермии для коррекции двигательных и речевых нарушений при детском церебральном параличе (1989, соавтор)
- Детский церебральный паралич (патогенез, клиника, лечение) (1991)
- Восстановительное лечение больных с резидуальной стадией детского церебрального паралича (1999)
- Восстановительное лечение детей с перинатальным поражением нервной системы и с детским церебральным параличом (2007)

## Награды
- Золотая и серебряная медали ВДНХ СССР,
- Медаль памяти Ю. А. Гагарина,
- Орден Св. князя Димитрия Донского (вручен Патриархом Русской Православной церкви Алексием II) — за бескорыстную и постоянную помощь детям,
- Премия «Призвание» (2009 г.), в номинации «За создание нового направления в медицине»)[2] — за внедрение космических технологий в земную медицинскую практику.

## Документальный фильм
В 2013 году в эфире телеканала «Подмосковье» вышел документальный фильм «Беру пример с Ксении Санны» (две части).
Кинокомпания «DokaFilm» совместно с благотворительным фондом «Шаг Вместе» приступает в 2015 году к съёмкам документального фильма о легендарном враче. Этот фильм — история о судьбе женщины, которая преодолела все трудности и подарила счастливое детство особенным детям.